# Peter Pevensie
Peter Pevensie è un personaggio letterario ed è uno dei protagonisti della saga letteraria de Le cronache di Narnia, scritta da C. S. Lewis. Appare in quattro dei sette libri: è il Signore di Cair Paravel e Imperatore delle Isole Solitarie; esordisce nel secondo libro della serie, Il leone, la strega e l'armadio, poi è presente solo nominalmente nel terzo, Il cavallo e il ragazzo, nel quarto, Il principe Caspian, e nel settimo, L'ultima battaglia, dove è un adulto; è menzionato anche ne Il viaggio del veliero.
Peter è il più grande dei quattro Pevensie e condivide le sue avventure a Narnia con le sue sorelle Susan e Lucy e con suo fratello Edmund. Essendo il Re Supremo di Narnia, Peter ha autorità su tutti i Re e le Regine di Narnia. Nella versione cinematografica, Re Peter, può condividere delle similitudini con il Re Artù di Excalibur.
In particolare, tale somiglianza si evince durante il cammino che Peter Pevensie compie, dalla scoperta casuale del paese di Narnia, avvenuta quando era un innocente ragazzo, all'ascesa al trono come giovane predestinato sovrano, risoluto.

## Il nome
Peter condivide delle somiglianze con San Pietro (Saint Peter) e questo può aver contribuito la scelta del suo nome da parte di Lewis. Una prima bozza de Il leone, la strega e l'armadio comincia con: "Questo libro parla di quattro bambini di cui i nomi erano Ann, Martin, Rose e Peter. Ma è soprattutto su Peter che era il più piccolo." Peter è l'unico nome che appare nel lavoro finale, ma come il bambino più grande invece che il più piccolo.
Pevensey, nella costa sud-est dell'Inghilterra, è il sito di un castello medievale che appare importante nella storia Inglese in molti punti. In Puck Of Pook's Hill di Rudyard Kipling (1907) almeno uno dei personaggi si riferisce a Pevensey come “Il Cancello dell'Inghilterra”, che il famoso armadio dei libri di Lewis diventa quasi letteralmente. In realtà il cognome “Pevensie” non appare nelle Cronache fino al terzo libro pubblicato, “Il viaggio del veliero”. Bisogna anche dire che Peter è molto accorto nei confronti di tutti, perché nel primo film dimostra, a modo suo, di essere coraggioso e protettivo nei confronti della sua famiglia anche se arrabbiato con Edmund.

## Biografia del personaggio

### Antefatto
Peter è nato nel 1927 e ha tredici anni quando appare ne Il leone, la strega e l'armadio nel libro, mentre nell'opera cinematografica ha circa sedici anni. Come monarca dell'Età D'Oro di Narnia, governa con suo fratello e le sue sorelle per quindici anni, raggiungendo l'età approssimativa di ventotto anni prima di ritornare alla sua giovinezza in Inghilterra alla fine de Il leone, la strega e l'armadio. Ne L'ultima battaglia ha ventidue anni.

### Ne "Il leone, la strega e l'armadio"
Peter è il fratello maggiore, e cerca di proteggere i suoi fratelli, fugge in campagna con i suoi fratelli per mezzo del treno a causa dei raid aerei della seconda guerra mondiale. In campagna, stanno nella vecchia villa del professor Digory Kirke fino alla fine della guerra. Egli tiene spesso a bada i diversi litigi tra i fratelli minori, imponendosi come un vero leader. Tra i diversi litigi che è chiamato ad affrontare c'è quello tra la piccola Lucy ed Edmund sull'esistenza del "paese invernale nell'armadio". Quando Lucy per prima entra nell'armadio, Peter non le crede e pensa che è solo la sua immaginazione, fino a che lui e gli altri Pevensie entrano a loro volta nell'armadio: “Un bell'allegro scherzo, Lu”. Poi si scuserà con Lucy per non averle creduto e si arrabbierà con Edmund per aver negato l'esistenza di Narnia: “Bene, di tutte le bestie velenose”. Questo è causato dalla rivelazione di Edmund del suo inganno quando, entrando a Narnia, dice: “Io dico… Non dovremmo girare un po' più a sinistra, se ci stiamo dirigendo al lampione?”.
Peter riceve la sua spada Rhindon e il suo scudo, argentato con lo stemma purpureo del leone, da Babbo Natale durante il viaggio per trovare Aslan e più tardi viene fatto “Sir Peter Flagello dei Lupi” (Lewis 1950, pp. 121) da Aslan dopo aver ucciso Maugrim il lupo, capo della polizia segreta della Strega Bianca, che stava cercando di uccidere Susan. Questa è la prima battaglia di Peter.
Nelle edizioni americane dei libri su cui si basa il film di animazione del 1979, Lewis cambiò il nome del capo lupo in Fenris-Ulf, da una figura della mitologia nordica; in queste versioni, a Peter viene dato l'epiteto di “Flagello di Fenris”.
È il capo generale dell'esercito di Aslan ed è l'unico in grado di contrastare con valore Jadis.
Durante la leggendaria battaglia di Beruna, Peter si guadagna il suo posto nella storia di Narnia, come Re Supremo, guidando l'esercito orfano in quel momento di Aslan, cavalcando su un bianco unicorno (creatura mitologica considerata indomabile) senza sella e redini.
Dopo la sconfitta della Strega Bianca Jadis, autoproclamatasi Regina di Narnia, e dei suoi diabolici alleati nella battaglia del Guado di Beruna, è incoronato in nome del Limpido cielo del Nord da Aslan Sua Maestà Re Peter, Re Supremo di Narnia, Imperatore delle Isole Solitarie, Signore di Cair Paravel, Cavaliere del Più Nobile Ordine del Leone. È anche chiamato “Re Supremo Peter il Magnifico”. L'antica profezia dei due Figli di Adamo e delle due Figlie di Eva che si sarebbero seduti sui quattro troni di Cair Paravel si è realizzata. Questo segna la fine dei cento anni di inverno e del Regno della Strega Bianca, ed è l'inizio dell'Età D'Oro di Narnia che finirà proprio quando i quattro sovrani se ne andranno (sebbene non per loro volontà). La fine dell'Età d'Oro di Narnia sarà segnata anche dalla conquista da parte dei Telmarini.

### Ne "Il cavallo e il ragazzo"
Nel terzo episodio della saga egli appare solo come il punto di riferimento della terra di Narnia, dove il Re Supremo Peter guida una battaglia per scacciare i giganti dai confini a nord del reame. Il suo valore in questa battaglia era ben conosciuto nella storia di Narnia, come è fatto riferimento negli altri libri. È menzionato molte volte, ma non fa mai una vera apparizione. Ritorna a Narnia alla fine per combattere la battaglia di anvard. Sarà l'unico a non partecipare alla battaglia finale contro i venuti dalla terra di Calormen.

### Ne "Il principe Caspian"
Le vicende del "Principe Caspian" sono ambientate un anno dopo rispetto a quelle descritte ne "il Leone, la Strega e l'armadio" .
Nella versione cinematografica, dove Peter sembra avere all'incirca 19 - 20 anni, il suo carattere risulta essere molto più sicuro ed autoritario rispetto al capitolo precedente.
Peter infatti, è ormai un giovane uomo con in realtà molta più esperienza della sua apparente età, accumulata nei molti anni di regno avuti a Narnia, prima di ritornare sulla Terra.
Peter a differenza dei suoi fratelli, non accetta di essere tornato in Inghilterra, nella sua vita da comune studente e frustrato, freme al pensiero di tornare nel suo regno, questo effettivamente si verifica alla stazione della metropolitana e la famiglia Pevensie si ritrova nuovamente nel mondo di Narnia.
Dopo che i Pevensie arrivano alle rovine di Cair Paravel, trovano la stanza del tesoro del castello, dove Peter, Susan e Lucy trovano i regali che Babbo Natale aveva dato loro. Peter prende la sua spada, Rhindon, e il suo scudo d'argento, e ancora una volta presta servizio come leader del gruppo.
Dopo poco incontrano il principe Caspian X, e si uniscono a lui per la riconquista di Narnia.
Quando i ragazzi sono obbligati a prendere una decisione, Peter, essendo il Re Supremo, ha l'ultima parola e dopo aver esaminato la situazione, ordina un raid al castello dei Telmarini per catturare il perfido Miraz ed occupare il castello.
Nonostante il coraggio ed il valore dimostrati nel combattimento, il piano fallisce per colpa di Caspian che disattende i suoi compiti in cerca di una sua improbabile vendetta personale, l'esercito dei Narniani viene quindi sconfitto con un grave tributo di sangue.
Dopo incomprensioni e litigi (Peter contro Caspian), tutti comprendono finalmente che l'unica speranza di vittoria è in Aslan, quindi Peter decide di inviare Lucy nella foresta per cercarlo.
Per prendere tempo, un finalmente umile Caspian suggerisce a Peter di affrontare Miraz in un singolo duello al cui vincitore sarebbe spettata la corona. Dopo un duello spettacolare, Peter ha la meglio su Miraz, ma nonostante tutto la vittoria definitiva arriverà ancora grazie all'intervento di Aslan.
Da notare che nel libro, Peter ha meno spazio, non esiste l'assalto al castello, il Re Supremo diventa fondamentale solo nel duello contro Miraz che è egli stesso a suggerire.
Sia nel libro che nel film, dopo che i Pevensie aiutano Caspian a sconfiggere i Telmarini, Peter dà formalmente l'autorizzazione a Caspian di governare Narnia come un re. Aslan dà a Caspian l'autorizzazione di governare “sotto di noi e sotto il Re Supremo”. Peter più tardi confiderà a Lucy ed Edmund che Aslan gli ha detto che lui e Susan non ritorneranno mai più a Narnia, poiché sono troppo grandi ora. I quattro ragazzi ritornano nel loro mondo, dove stanno aspettando il treno che li porterà ai loro collegi.

### Ne "Il viaggio del veliero"
Anche se non fisicamente presente nel libro, viene menzionato che Peter è sotto la tutela del Professor Kirke per la preparazione agli esami.

### Ne "L'ultima battaglia"
Peter ha un ruolo minore nella storia e lo si incontra solo alla fine del libro. Resta l'unico a cui si rivolge direttamente Tirian quando il giovane re li implora di venire in suo aiuto.
Peter ed Edmund andarono a Londra vestiti da operai a riprendere gli anelli magici che il Professor Kirke sotterrò ne “Il Nipote Del Mago” nel cortile dei Ketterley, sperando di usare il loro potere e permettere che Eustachio e Jill raggiungessero Narnia. Tutti e due stavano aspettando Lucy, Eustachio, Jill, Digory e Polly sulla panchina della stazione, quando un treno si schiantò e uccise tutti i protagonisti, portandoli quindi a Narnia.
Peter è descritto da Tirian come un uomo che aveva la faccia di un re e di un guerriero. Dopo che Tirian passò attraverso la porta della scuderia e vide Tash per la prima volta, Peter ordinò con calma al demone di andarsene con la sua preda. Dopo che Aslan provocò la distruzione finale di Narnia, Aslan chiese a Peter di chiudere la porta che poi chiuse con una chiave dorata, e fu una delle molte persone ammesse nel regno di Aslan.

## Gli elementi cristiani
Lewis, lui stesso un esperto di allegorie, non considerava “Le cronache di Narnia” come un'allegoria. Le vedeva come un'ipotetica risposta alla domanda “'Come sarebbe Cristo, se ci fosse veramente un mondo come Narnia e decidesse di essere incarnato e morire e risorgere ancora in quel mondo come fece nel nostro?' Questa non è affatto un'allegoria.” (Martindale & Root 1990) Anche se non fosse allegorica, Narnia presenta parallelismi con elementi della Cristianità. Ci sono similitudini tra Peter Pevensie e San Pietro, che fu uno dei primi discepoli di Gesù. Come San Pietro, a cui fu dato quel nome da Cristo, Peter Pevensie ricevette il nome di Sir Peter Flagello dei Lupi da Aslan. Come il tradizionale primo vescovo di Roma, San Pietro e i suoi successori sono Primus inter pares, o primo tra gli uguali con gli altri capi della chiesa. In modo analogo, a Peter Pevensie viene dato il titolo di Re Supremo. Infine il biblico San Pietro, come vuole la tradizione Cattolica, ricevette le “chiavi del regno dei cieli” e Peter Pevensie chiuse la porta con una chiave d'oro, sigillando la Narnia distrutta dopo il giudizio ne “L'ultima battaglia”. (Hinten 2005, pp. 10)

## Altri media
- Nei film Le cronache di Narnia - Il leone, la strega e l'armadio e Le cronache di Narnia - Il principe Caspian, Peter è interpretato dall'attore inglese William Moseley ed è più grande d'età rispetto al personaggio dei libri. L'attore Noah Huntley interpreta un Peter più vecchio alla fine del primo film.
- Nella serie TV del 1988 prodotta dalla BBC, “Il leone, la strega e l'armadio”, Peter è rappresentato dall'attore Richard Dempsey.
- Negli adattamenti radio degli ultimi anni novanta/primi anni 2000 prodotti dalla Focus on the Family Radio Theatre, Freddie Findlay interpreta la versione da bambino e Peter Moreton quella da adulto.